# Turismo in Italia

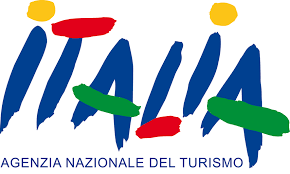
Logo di Italia.it

Il turismo è uno dei principali settori economici dell′Italia.
L′Italia, nel 2023, è stata visitata da circa 68 milioni di turisti stranieri secondo l'ISTAT, rendendolo il terzo paese per numero di pernottamenti (234 milioni) dopo gli Stati Uniti (345) e la Spagna (299), e davanti a Cina (192) Regno Unito (161) e Francia (137). Le presenze totali sono 447 milioni. Secondo stime della Banca d'Italia del 2018, il settore turistico genera direttamente più del 5% del PIL nazionale e rappresenta oltre il 6% degli occupati.
Al 2023 le strutture ricettive attive sono 224644, per un totale di 5200234 posti letto. Il flusso turistico nelle località costiere è del 53%; le città più attrezzate sono Grosseto per quanto riguarda gli agriturismi (217), Vieste per i campeggi e i villaggi turistici (84) e Cortina d'Ampezzo per i rifugi montani (20).

## Dati e statistiche

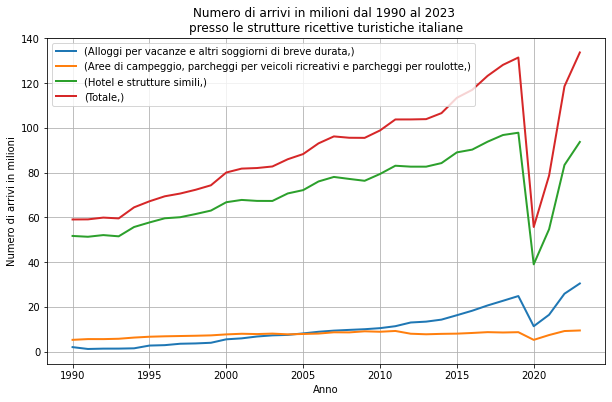
Fonte:Eurostat

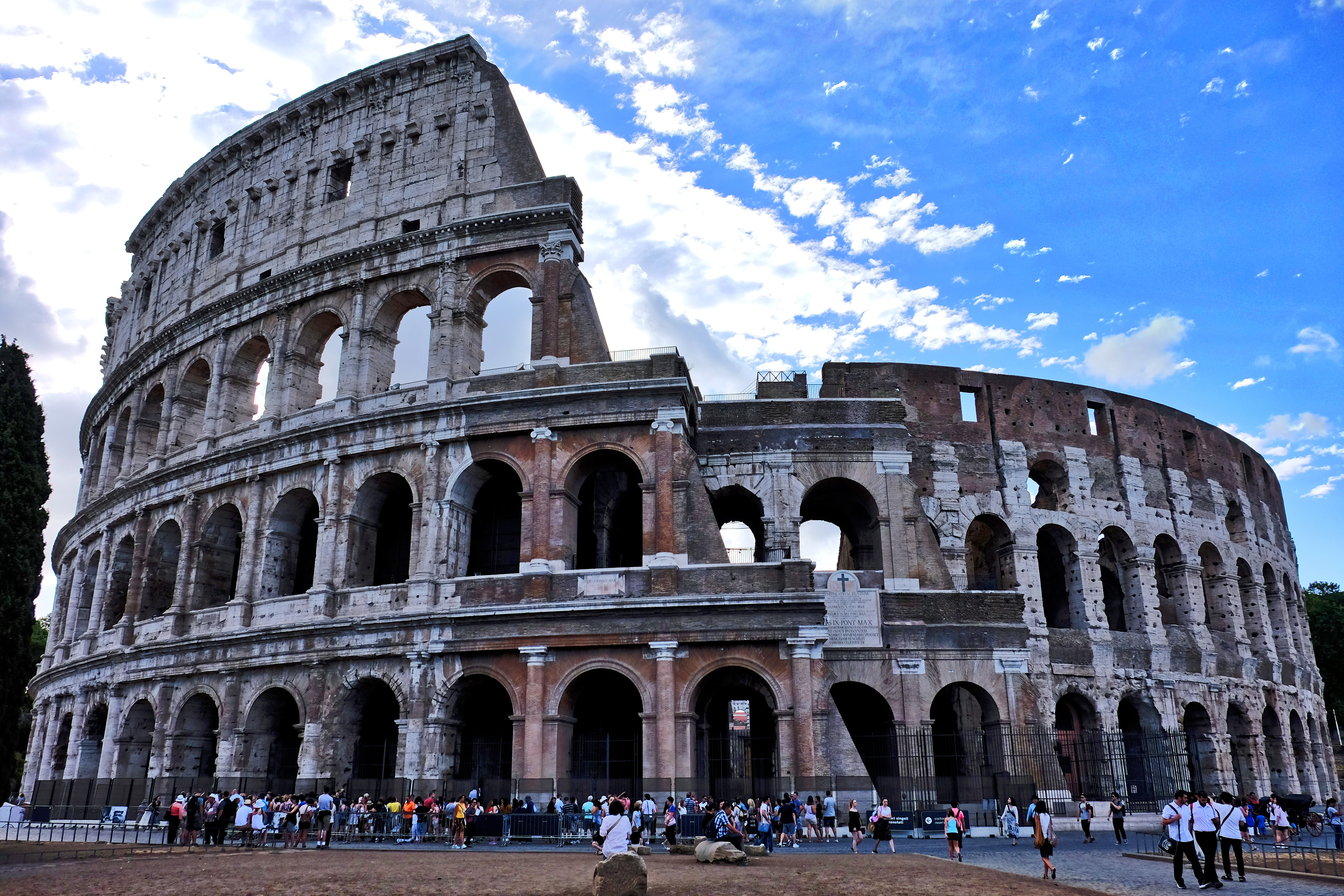
Il Colosseo a Roma, una delle più importanti attrazioni turistiche al mondo, con 12,3 milioni di visite

Venezia, una delle città più visitate del mondo

Cattedrale di Santa Maria del Fiore a Firenze

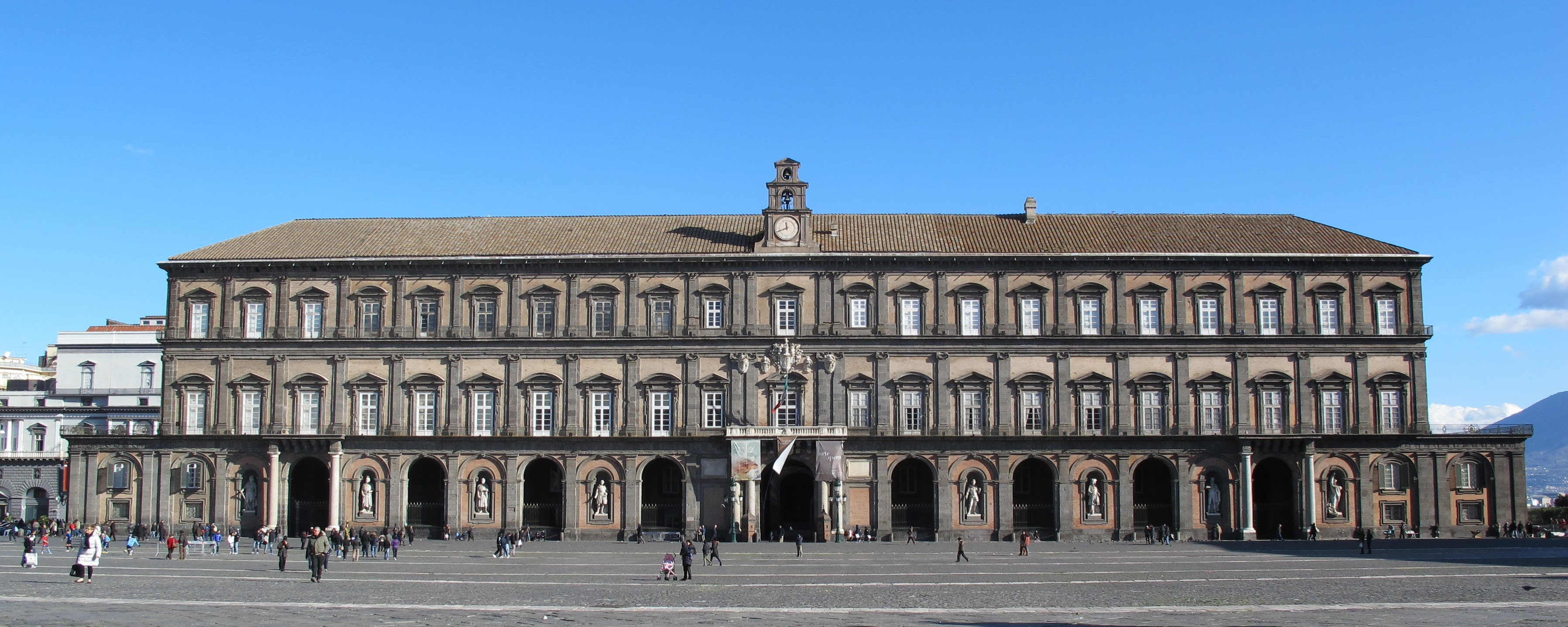
Palazzo Reale di Napoli

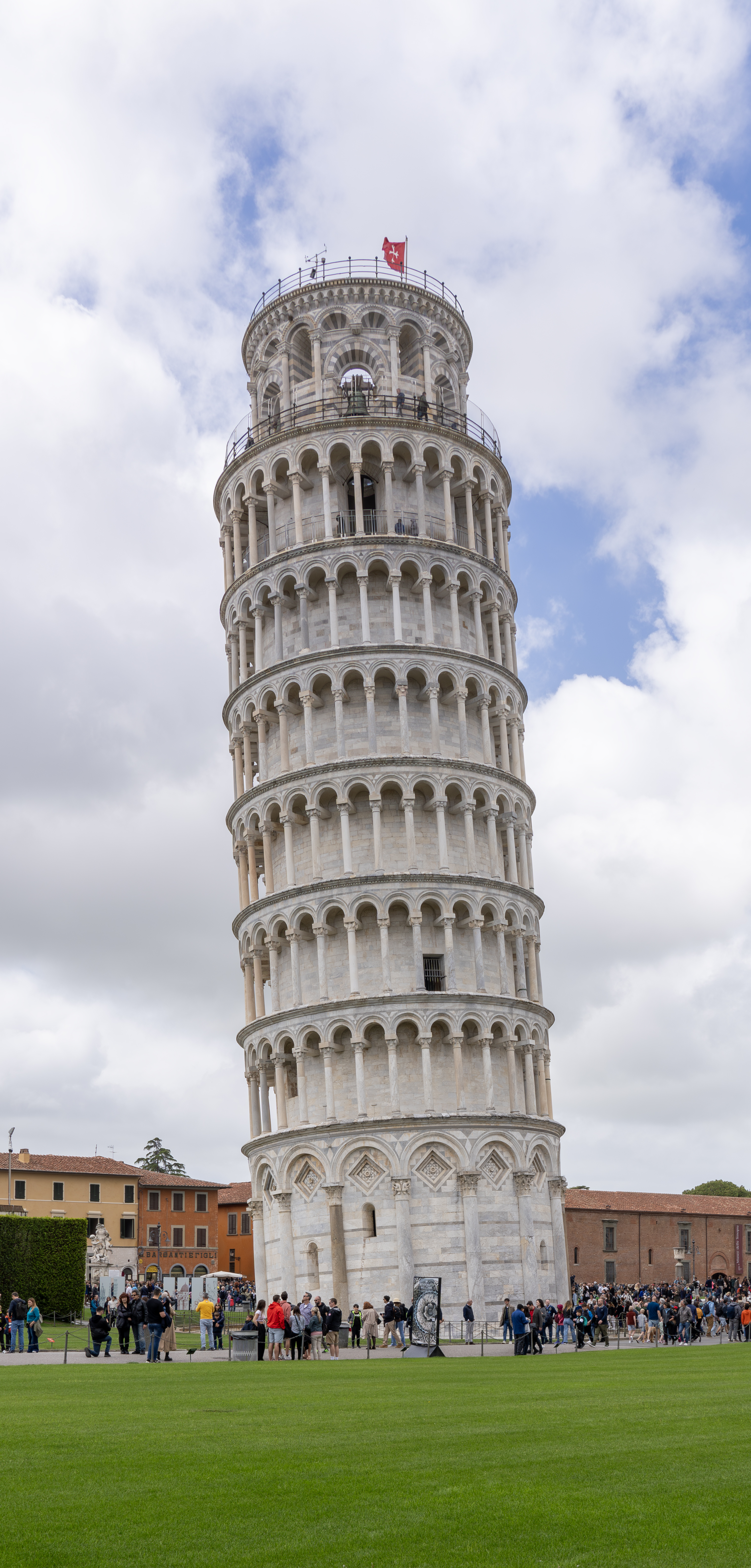
Torre di Pisa

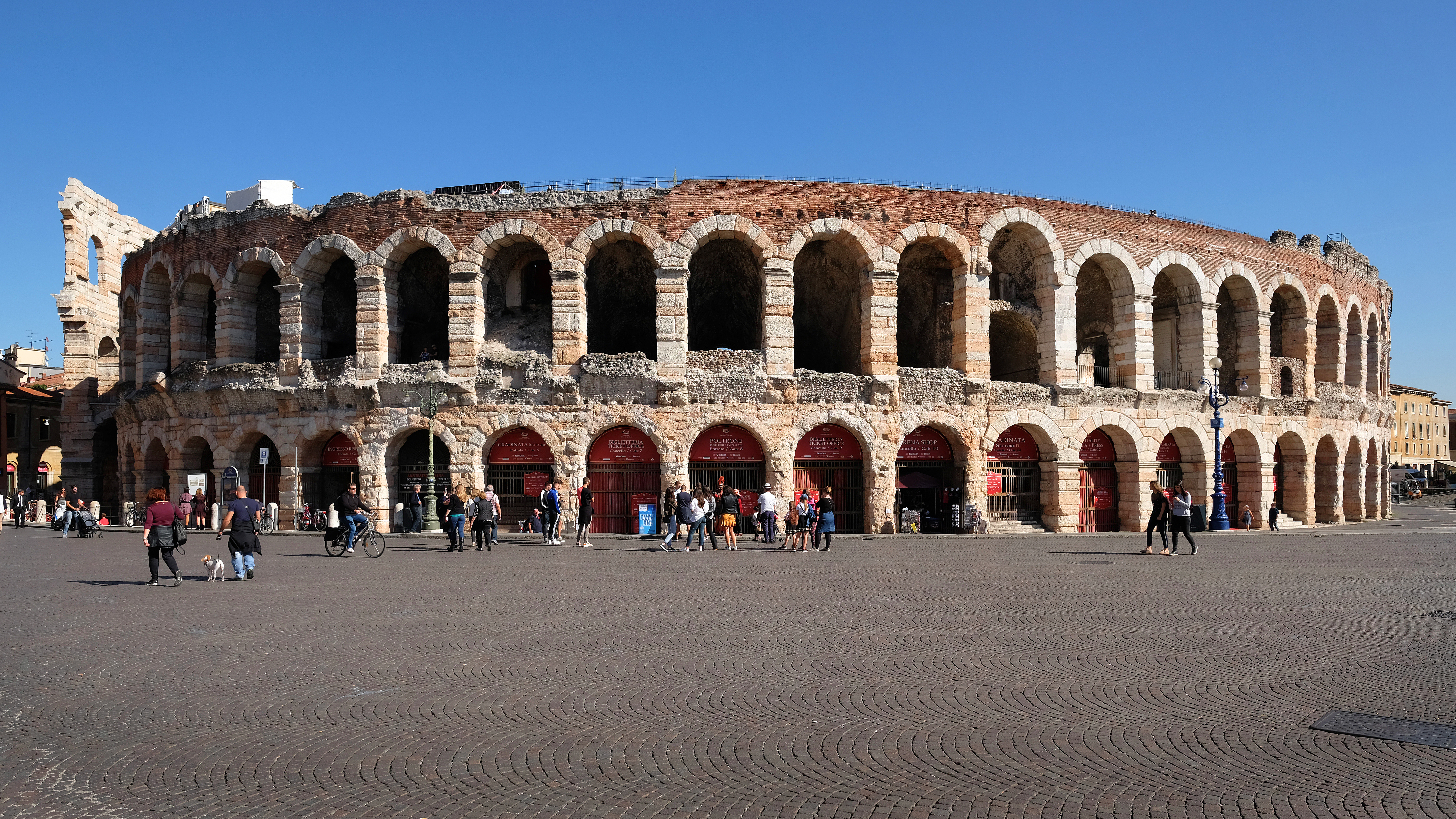
Arena di Verona

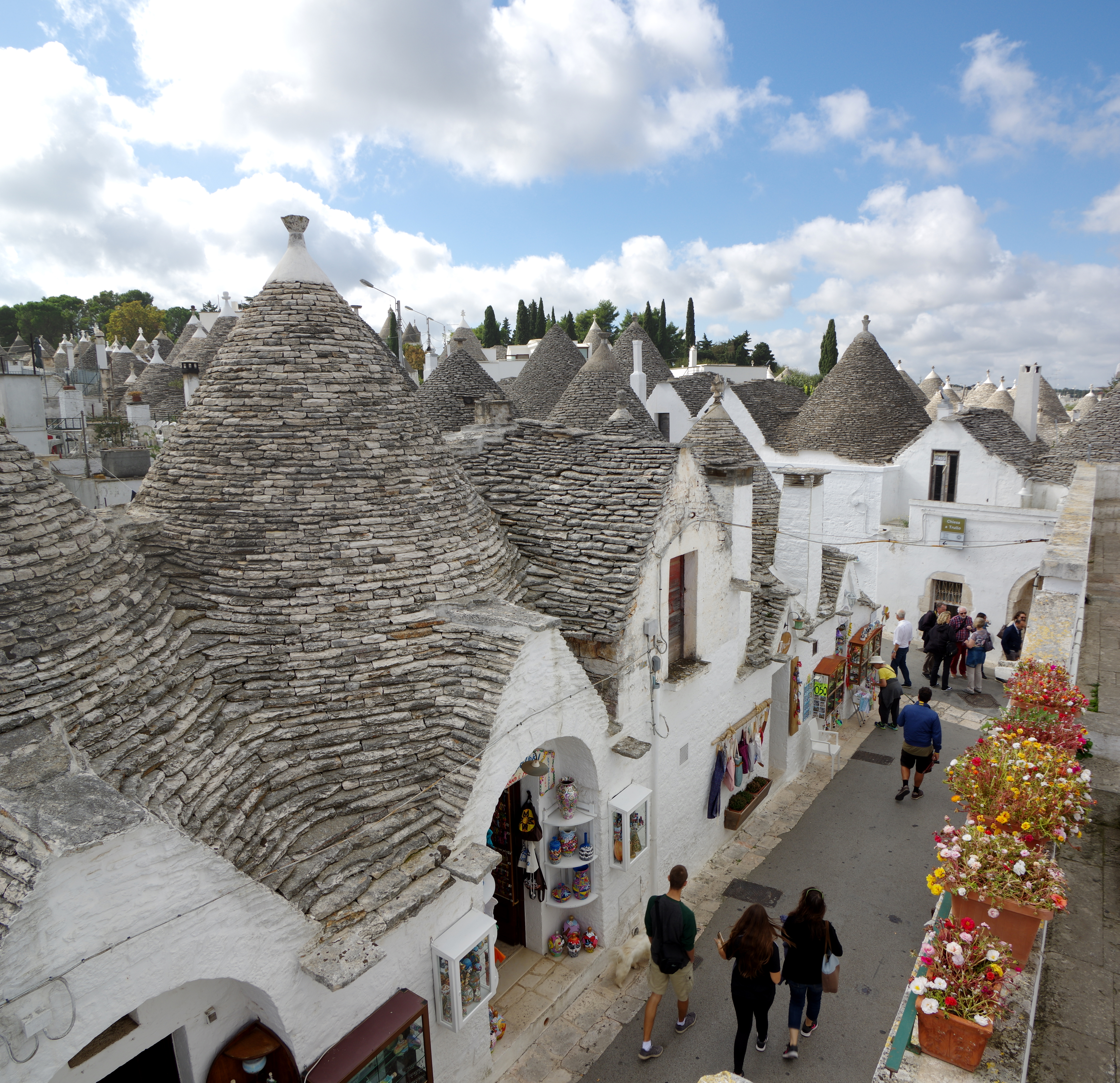
Turisti ad Alberobello, una delle località più visitate della Puglia e patrimonio dell'umanità UNESCO.

### Arrivi per nazione
Nel 2023 i principali paesi di provenienza estera secondo Istat erano:
| #  | Paese         | Arrivi   |
| -- | ------------- | -------- |
| 1  | Germania      | 13534624 |
| 2  | Stati Uniti   | 7553297  |
| 3  | Francia       | 5070455  |
| 4  | Regno Unito   | 3588655  |
| 5  | Svizzera      | 3432264  |
| 6  | Austria       | 2954193  |
| 7  | Paesi Bassi   | 2377835  |
| 8  | Spagna        | 2349955  |
| 9  | Polonia       | 2115376  |
| 10 | Belgio        | 1327329  |
| 10 | Australia     | 1326986  |
| 11 | Canada        | 1152652  |
| 12 | Cina          | 1141851  |
| 13 | Brasile       | 1119696  |
| 14 | Rep. Ceca     | 1095067  |
| 15 | Romania       | 1059288  |
|    | Altri paesi   | 16698532 |
|    | Totale arrivi | 67878055 |

### Presenze turistiche per nazione
Nel 2023 i principali paesi di provenienza estera secondo Istat erano:
| Posizione | Paese           | Presenze  |
| --------- | --------------- | --------- |
| 1         | Germania        | 63136885  |
| 2         | Stati Uniti     | 21384623  |
| 3         | Francia         | 13821849  |
| 4         | Regno Unito     | 13021981  |
| 5         | Svizzera        | 11900741  |
| 6         | Paesi Bassi     | 10789894  |
| 7         | Austria         | 10332143  |
| 8         | Polonia         | 7816075   |
| 9         | Spagna          | 6338995   |
| 10        | Belgio          | 4792435   |
| 11        | Rep. Ceca       | 4531958   |
| 12        | Australia       | 3806619   |
| 13        | Canada          | 3402124   |
| 14        | Brasile         | 3026544   |
| 15        | Cina            | 2517023   |
|           | Altri paesi     | 53562366  |
|           | Totale presenze | 234182255 |

### Città per numero di presenze negli esercizi ricettivi
Dati Istat del 2023
| #  | Comune                     | Regione               | Provincia/Città metropolitana | Presenze |
| -- | -------------------------- | --------------------- | ----------------------------- | -------- |
| 1  | Roma                       | Lazio                 | Roma                          | 37254980 |
| 2  | Venezia                    | Veneto                | Venezia                       | 12628079 |
| 3  | Milano                     | Lombardia             | Milano                        | 12496921 |
| 4  | Firenze                    | Toscana               | Firenze                       | 8928336  |
| 5  | Cavallino-Treporti         | Veneto                | Venezia                       | 6818604  |
| 6  | Rimini                     | Emilia-Romagna        | Rimini                        | 6749523  |
| 7  | Jesolo                     | Veneto                | Venezia                       | 5499540  |
| 8  | San Michele al Tagliamento | Veneto                | Venezia                       | 5454803  |
| 9  | Caorle                     | Veneto                | Venezia                       | 4507661  |
| 10 | Lazise                     | Veneto                | Verona                        | 4138503  |
| 11 | Lignano Sabbiadoro         | Friuli-Venezia Giulia | Udine                         | 3670987  |
| 12 | Napoli                     | Campania              | Napoli                        | 3633549  |
| 13 | Bologna                    | Emilia-Romagna        | Bologna                       | 3617717  |
| 14 | Torino                     | Piemonte              | Torino                        | 3536538  |
| 15 | Cesenatico                 | Emilia-Romagna        | Forlì-Cesena                  | 3472566  |
| 16 | Riccione                   | Emilia-Romagna        | Rimini                        | 3343596  |
| 17 | Cervia                     | Emilia-Romagna        | Ravenna                       | 3278313  |
| 18 | Sorrento                   | Campania              | Napoli                        | 2865305  |
| 19 | Verona                     | Veneto                | Verona                        | 2832917  |
| 20 | Ravenna                    | Emilia-Romagna        | Ravenna                       | 2723329  |
| 21 | Peschiera del Garda        | Veneto                | Verona                        | 2442061  |
| 22 | Bardolino                  | Veneto                | Verona                        | 2386119  |
| 23 | Genova                     | Liguria               | Genova                        | 2249509  |
| 24 | Bellaria-Igea Marina       | Emilia-Romagna        | Rimini                        | 2095404  |
| 25 | Comacchio                  | Emilia-Romagna        | Ferrara                       | 2076562  |
| 26 | Vieste                     | Puglia                | Foggia                        | 1975898  |
| 27 | Abano Terme                | Veneto                | Padova                        | 1900919  |
| 28 | Palermo                    | Sicilia               | Palermo                       | 1885278  |
| 29 | Pisa                       | Toscana               | Pisa                          | 1818671  |
| 30 | Castelrotto                | Trentino-Alto Adige   | Bolzano                       | 1733834  |
| 31 | Riva del Garda             | Trentino-Alto Adige   | Trento                        | 1689138  |
| 32 | Fiumicino                  | Lazio                 | Roma                          | 1661553  |
| 33 | Chioggia                   | Veneto                | Venezia                       | 1658153  |
| 34 | Padova                     | Veneto                | Padova                        | 1647184  |
| 35 | Cattolica                  | Emilia-Romagna        | Rimini                        | 1568495  |
| 36 | Montecatini Terme          | Toscana               | Pistoia                       | 1541803  |
| 37 | Castiglione della Pescaia  | Toscana               | Grosseto                      | 1427397  |
| 38 | Grado                      | Friuli-Venezia Giulia | Gorizia                       | 1417     |
| 39 | Alghero                    | Sardegna              | Sassari                       | 1406540  |
| 40 | Selva di Val Gardena       | Trentino-Alto Adige   | Bolzano                       | 1384555  |
| 41 | Livigno                    | Lombardia             | Sondrio                       | 1361751  |
| 42 | Assisi                     | Umbria                | Perugia                       | 1313336  |
| 43 | Badia                      | Trentino-Alto Adige   | Bolzano                       | 1263499  |
| 44 | Trieste                    | Friuli-Venezia Giulia | Trieste                       | 1261847  |
| 45 | Forio                      | Campania              | Napoli                        | 1258685  |
| 46 | Sirmione                   | Lombardia             | Brescia                       | 1255930  |
| 47 | Merano                     | Trentino-Alto Adige   | Bolzano                       | 1211350  |
| 48 | Trento                     | Trentino-Alto Adige   | Trento                        | 1183796  |
| 49 | Taormina                   | Sicilia               | Messina                       | 1178354  |
| 50 | Ischia                     | Campania              | Napoli                        | 1163119  |

### Dati regionali delle presenze turistiche
Dati Istat al 2023
| #  | Regione               | Presenze  | Residenti | Non residenti |
| -- | --------------------- | --------- | --------- | ------------- |
| 1  | Veneto                | 71896863  | 22097826  | 49799037      |
| 2  | Trentino-Alto Adige   | 55227131  | 21682327  | 33544804      |
| 3  | Toscana               | 46019310  | 20722001  | 25297309      |
| 4  | Lazio                 | 45727169  | 16616726  | 29110443      |
| 5  | Lombardia             | 41795073  | 15494685  | 26300388      |
| 6  | Emilia-Romagna        | 39176137  | 28088683  | 11087454      |
| 7  | Campania              | 20695842  | 10093962  | 10601880      |
| 8  | Puglia                | 16822144  | 11714009  | 5108135       |
| 9  | Sicilia               | 16448284  | 8427343   | 8020941       |
| 10 | Liguria               | 16084210  | 8845282   | 7238928       |
| 11 | Piemonte              | 14410448  | 7229845   | 7180603       |
| 12 | Sardegna              | 14200536  | 7382591   | 6817945       |
| 13 | Marche                | 10660677  | 8931093   | 1729584       |
| 14 | Friuli-Venezia Giulia | 9946875   | 4149828   | 5797047       |
| 15 | Calabria              | 8100594   | 6614203   | 1486391       |
| 16 | Abruzzo               | 6804820   | 5825896   | 978924        |
| 17 | Umbria                | 6428948   | 4261852   | 2167096       |
| 18 | Valle d'Aosta         | 3692878   | 2253209   | 1439669       |
| 19 | Basilicata            | 2537324   | 2109144   | 428180        |
| 20 | Molise                | 494786    | 447289    | 47497         |
|    | Italia                | 447170049 | 212987794 | 234182255     |

### Siti italiani per numero di visitatori
Di seguito è riportata la classifica dei 30 musei e siti archeologici più visitati nell'arco del 2023, secondo il Ministero dei beni, delle attività culturali e del turismo
Le presenze nei siti archeologici, nei musei e nei monumenti italiani sono state 57730502, generando introiti per 314 milioni di €.
| #  | Sito                                              | Comune           | Regione               | Visitatori |
| -- | ------------------------------------------------- | ---------------- | --------------------- | ---------- |
| 1  | Parco archeologico del Colosseo                   | Roma             | Lazio                 | 12298246   |
| 2  | Pantheon                                          | Roma             | Lazio                 | 5196106    |
| 3  | Galleria degli Uffizi                             | Firenze          | Toscana               | 5138588    |
| 4  | Parco archeologico di Pompei                      | Pompei           | Campania              | 4087164    |
| 5  | Galleria dell'Accademia                           | Firenze          | Toscana               | 2013914    |
| 6  | Museo Nazionale di Castel Sant'Angelo             | Roma             | Lazio                 | 1321834    |
| 7  | Museo egizio                                      | Torino           | Piemonte              | 1061157    |
| 8  | Reggia di Caserta                                 | Caserta          | Campania              | 934029     |
| 9  | Villa Adriana e Villa d'Este                      | Tivoli           | Lazio                 | 748656     |
| 10 | Vittoriano e Palazzo Venezia                      | Roma             | Lazio                 | 639744     |
| 11 | Musei Reali                                       | Torino           | Piemonte              | 626321     |
| 12 | Museo nazionale del Bargello                      | Firenze          | Toscana               | 610203     |
| 13 | Galleria Borghese                                 | Roma             | Lazio                 | 590891     |
| 14 | Scavi archeologici di Ercolano                    | Ercolano         | Campania              | 563165     |
| 15 | Museo archeologico nazionale di Napoli            | Napoli           | Campania              | 553141     |
| 16 | Museo Archeologico Nazionale di Paestum           | Capaccio Paestum | Campania              | 506853     |
| 17 | Cenacolo Vinciano                                 | Milano           | Lombardia             | 483231     |
| 18 | Pinacoteca di Brera                               | Milano           | Lombardia             | 464871     |
| 19 | Palazzo Reale di Napoli                           | Napoli           | Campania              | 434910     |
| 20 | Reggia di Venaria Reale                           | Venaria Reale    | Piemonte              | 429820     |
| 21 | Museo archeologico nazionale di Venezia           | Venezia          | Veneto                | 387683     |
| 22 | Castel Sant'Elmo                                  | Napoli           | Campania              | 386655     |
| 23 | Castello di Miramare                              | Trieste          | Friuli-Venezia Giulia | 343162     |
| 24 | Museo Nazionale Romano                            | Roma             | Lazio                 | 318434     |
| 25 | Parco archeologico di Ostia antica                | Roma             | Lazio                 | 314511     |
| 26 | Palazzo Ducale                                    | Mantova          | Lombardia             | 287533     |
| 27 | Terme di Caracalla                                | Roma             | Lazio                 | 286046     |
| 28 | Galleria dell'Accademia                           | Venezia          | Veneto                | 265893     |
| 29 | Galleria Nazionale d'Arte Moderna e Contemporanea | Roma             | Lazio                 | 253915     |
| 30 | Castello Scaligero                                | Sirmione         | Lombardia             | 247924     |

### Spese turistiche
Queste cifre tengono conto della sola spesa da parte dei turisti non residenti. Dati in miliardi di euro.
| Anno | Spesa |
| ---- | ----- |
| 2015 | 35,7  |
| 2016 | 36,4  |
| 2017 | 39,2  |
| 2018 | 41,7  |
| 2019 | 44    |
| 2023 | 51,7  |

### Capacità ricettiva in Italia

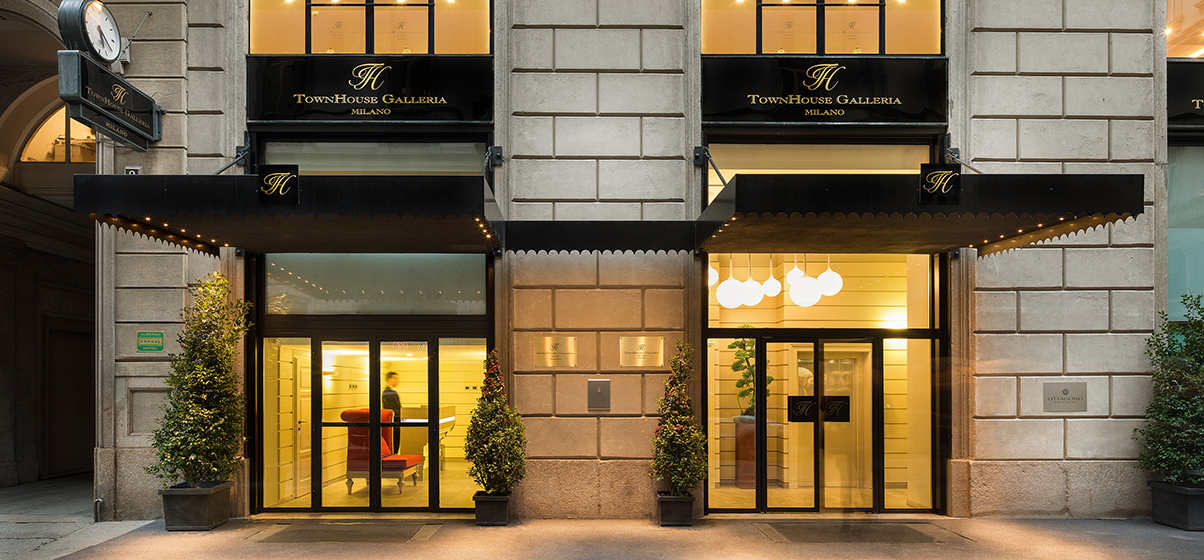
L'ingresso dell'hotel TownHouse Galleria nel 2016

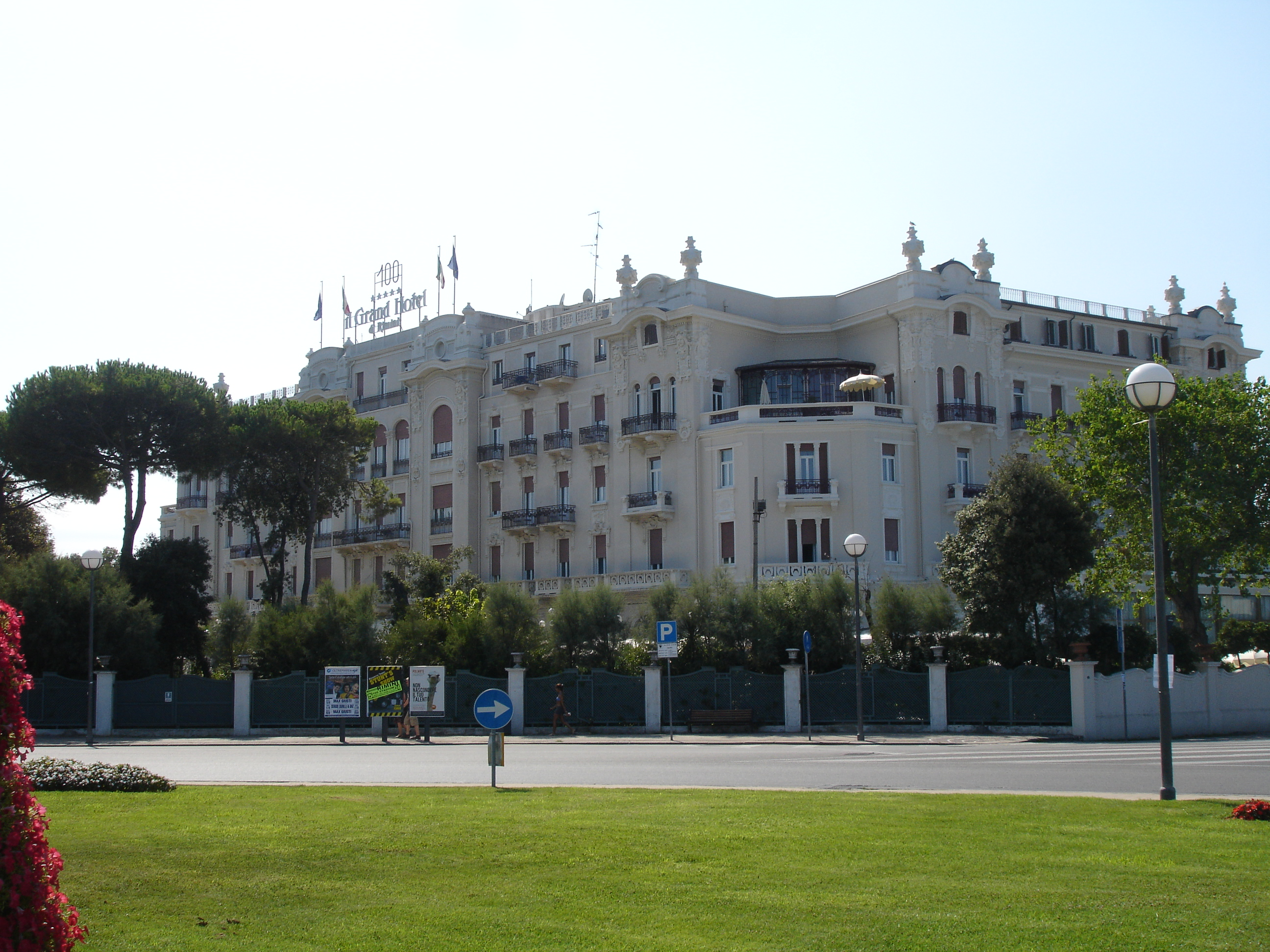
Grand Hotel Rimini

Secondo l'ISTAT, nel 2017 gli alberghi in Italia erano 32988 contenenti 2239446 posti letto (1133452 nelle camere da tre stelle, 246373 da una e due stelle, e 859621 da 4 a 7 stelle, con una media di 68 posti letto ad albergo). Per quanto riguarda le strutture extra-alberghiere, ne sono presenti 171,915 con 2798352 posti letto.

### Alberghi per categoria
7 stelle
Risultano due gli alberghi identificabili con 7 stelle: Town House Galleria a Milano (25 stanze) e Aman Canal Grande a Venezia. Il Town House Galleria nel 2018 è stato venduto e rinominato Galleria Vik Milano Hotel (5 stelle). Si parla di hotel a 7 stelle anche se in realtà per la legislazione alberghiera italiana è sufficiente fermarsi a cinque.
5 stelle
Nel 2022, in Italia erano presenti 232 alberghi a 5 stelle o di lusso, dei quali cinquantatré situati a Roma, ovvero il 23% del totale. Tali strutture, classificate come le migliori per qualità e servizi nel Paese, offrono 43150 posti letto distribuiti su 20686 camere, dato che conferma la netta prevalenza delle camere doppie in questo tipo di esercizi alberghieri. I bagni sono di più rispetto alle camere, e cioè 21233.
4 stelle
I 4 stelle sono quasi 3700, con 502000 letti distribuiti in 247000 camere.
3 stelle
I 3 stelle sono i più numerosi, rientrando nella media sia come servizi che come costi: sono 14500, quasi metà di tutti gli alberghi d'Italia, 940000 sono i posti e letto distribuiti in 483000 camere.
2 stelle
I 2 stelle sono 5000, con 116000 posti letto.
1 stella
Gli alberghi ad una stella sono 2000, con 157000 posti letto.

## Storia

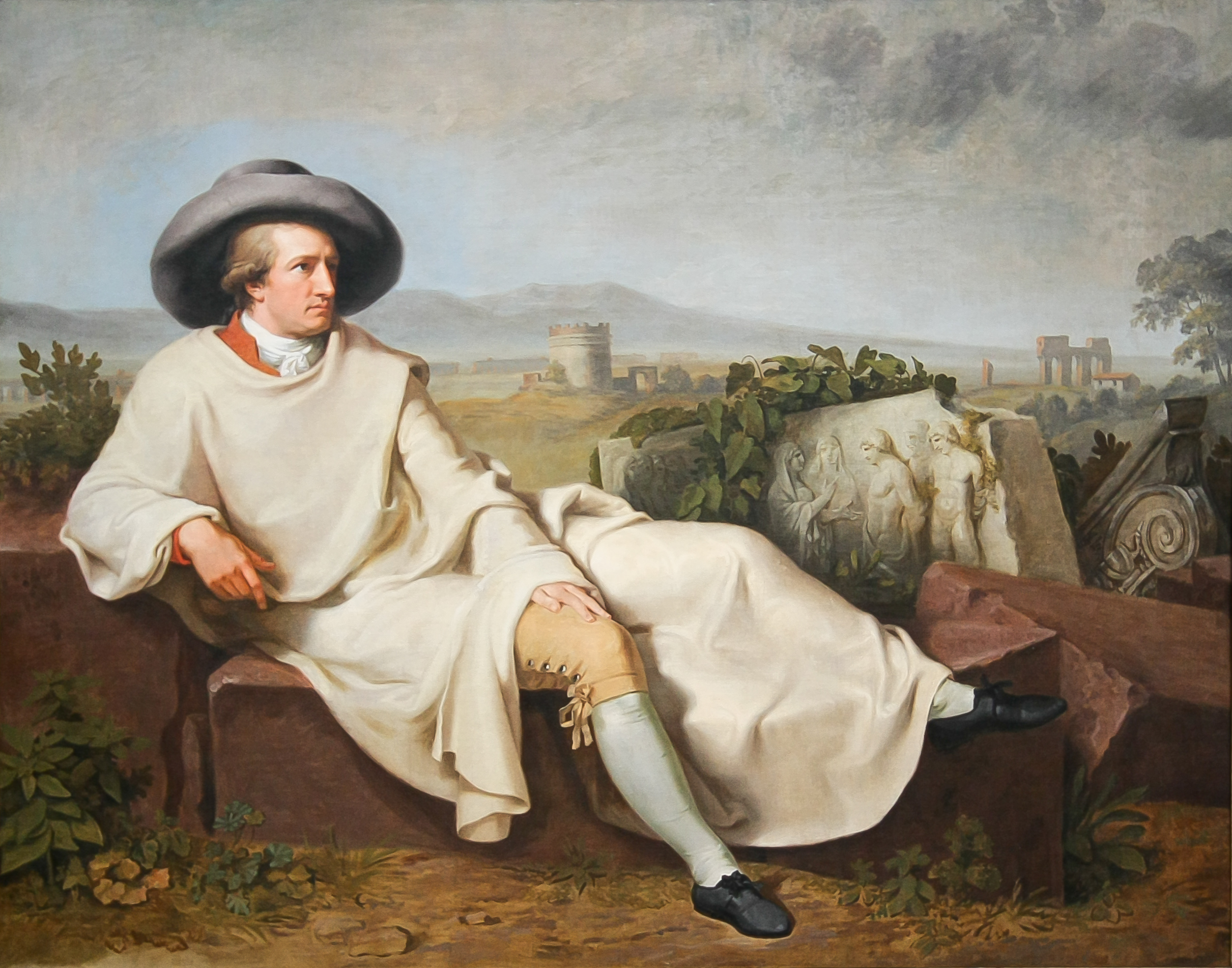
Goethe ritratto nella campagna romana della Via Appia

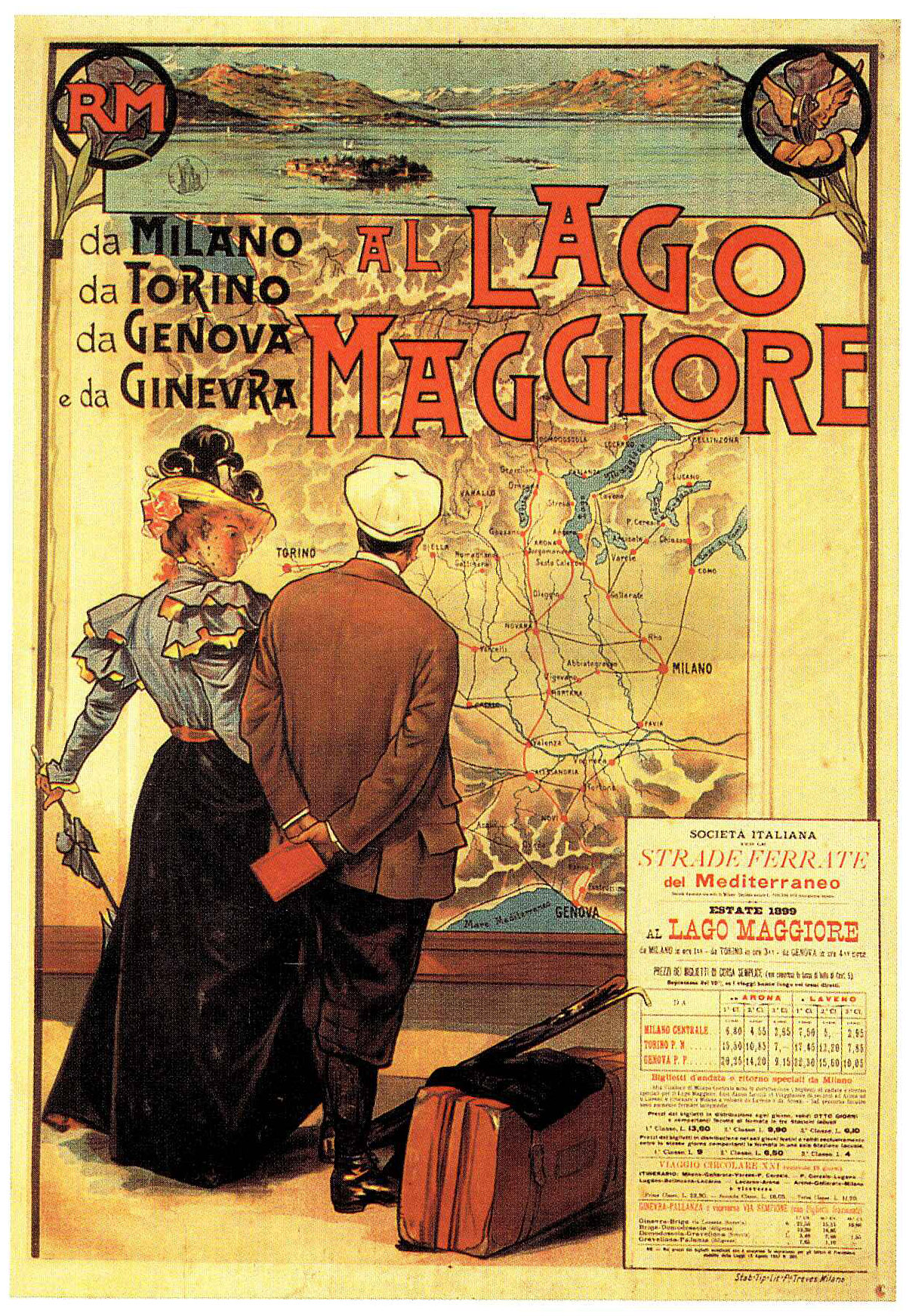
Manifesto pubblicitario del tour sul Lago Maggiore (1899)

Un vero e proprio turismo in Italia al livello culturale e di piacere, iniziò nella metà del XVIII secolo, con viaggi organizzati da famiglie nobili dell'Europa del nord, in gran parte Germania e Inghilterra. Tale Grand Tour riguardava il percorso dei paesi dove al loro tempo fu operativa la cultura classica dell'Antica Grecia e la Roma antica, nonché paesi esotici dell'Oriente. Tra questi vi era l'Italia, famosa per la città di Roma e per i vari centri storici di diversa espressione culturale, ambiti delle grandi famiglie nobili europee.
Da una parte il turismo in Italia era una fase di passaggio obbligatoria per la conoscenza della cultura antica, rispecchiando i canoni del "viaggio culturale" dei rampolli delle nobili famiglie romane dell'età repubblicana e imperiale in Grecia, e dunque viaggi culturali settecenteschi in varie località italiane come Roma, Firenze, Napoli, Taormina e Venezia furono redatti in appositi diari da personalità come Stendhal e Goethe nel Viaggio in Italia (1817). Tra le mete più ambite vi era Venezia, assieme alle località di Verona e Vicenza. Successivamente vi era Firenze, considerata la capitale della cultura rinascimentale, e successivamente Roma per la bellezza dei monumenti e delle rovine antiche. Nel 1756 furono scoperte Pompei ed Ercolano dalle ceneri dell'eruzione del Vesuvio del 79 d.C., e ciò alimentò il flusso turistico fino alla Campania. Ultima tappa era Palermo, Catania con il monte Etna, Taormina, le rovine greche di Agrigento, Selinunte e città di Siracusa.
L'epoca del Gran Tour si andò affievolendo intorno al 1840, quando vennero costruite le prime ferrovie; e da allora il turismo è iniziato a diventare più di massa. Principalmente fu la volta delle classi borghesi dell'America a scoprire l'Italia, cosicché città già ambite come Roma, Milano, Napoli, Firenze, Venezia e Palermo mantenessero invariata la loro popolarità come luoghi di partenza obbligatoria del turismo nel Belpaese. Presso la Campania iniziarono a essere visitate anche le isole di Capri ed Ischia. Nacque anche un commercio vero e proprio del turismo, come quello balneare, in primis, in località come la Campania, la Liguria e la Toscana. Nel corso del '900 le cause belliche e la Grande Depressione influirono negativamente sul numero di presenze in Italia, e soltanto dopo la seconda guerra mondiale rinacque una solida industria del turismo, con la costruzione oltretutto di apposite strutture alberghiere e ricettive per rendere completamente di massa il turismo in Italia. Tale afflusso si concretizzò in particolare durante il miracolo economico, e non furono ripopolate soltanto le classiche località già note italiane, ma anche regioni come l'Umbria, l'Abruzzo, le Marche, la Puglia e la Calabria si dotarono di strutture e mezzi adeguati per ricevere i visitatori.

## Fattori d'interesse turistico
I motivi che spingono i turisti (stranieri e interni) a visitare il Belpaese sono molti e possono essere categorizzati, per semplicità d'analisi, nei paragrafi seguenti. Sarebbe però fuorviante considerare queste "tipologie di turismo" come dei compartimenti stagni che non si possano influenzare a vicenda. La presenza di molteplici tipologie di offerta turistica nel medesimo territorio rappresenta per i visitatori un incentivo a fruire di un'offerta di servizi più ampia rispetto a quella programmata prima di mettersi in viaggio, eventualmente prolungando anche la durata del proprio soggiorno.

### Turismo artistico-culturale

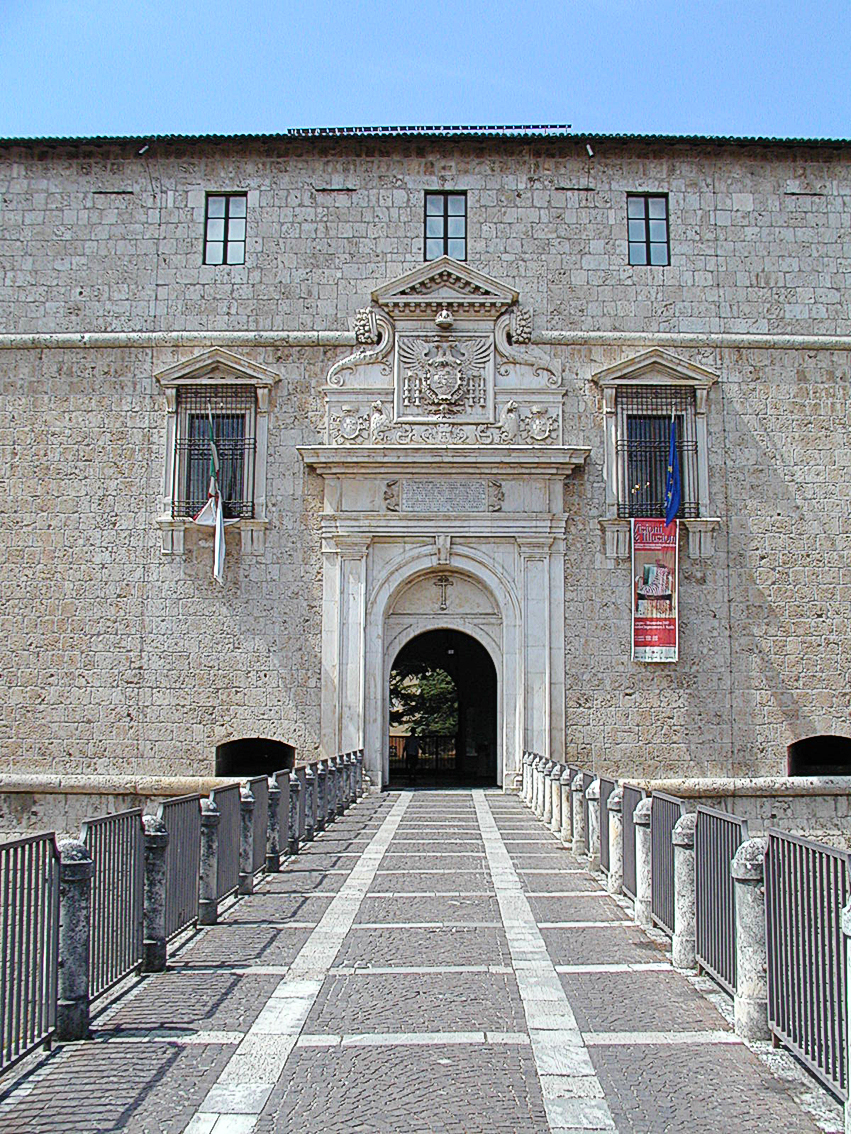
Museo nazionale d'Abruzzo

L'Italia possiede un patrimonio storico-architettonico molto vasto e importante, sia come quantità di manufatti, sia come stato di conservazione, sia come valore artistico-culturale intrinseco. A dimostrazione di ciò, il Belpaese è quello che può vantare il maggior numero di siti indicati nella Lista del Patrimonio dell'umanità stilata dall'UNESCO.
Secondo alcune fonti, poi, quello italiano sarebbe il più ampio patrimonio culturale del mondo.
Nel 2013 il valore del solo patrimonio artistico-culturale è stato stimato nel 5,4% del PIL, circa 75,5 miliardi di €, in grado di impiegare circa 1,4 milioni di addetti.
Secondo il rapporto Eurostat del 2019, il turismo italiano è primo in Europa per numero di posti di lavoro generati (pari a 4,2 milioni) e terzo per la spesa media dei visitatori e la quota di ricavi del settore nazionale rispetto al totale europeo (48148 milioni di €, 12% del totale).

### Turismo balneare e lacustre

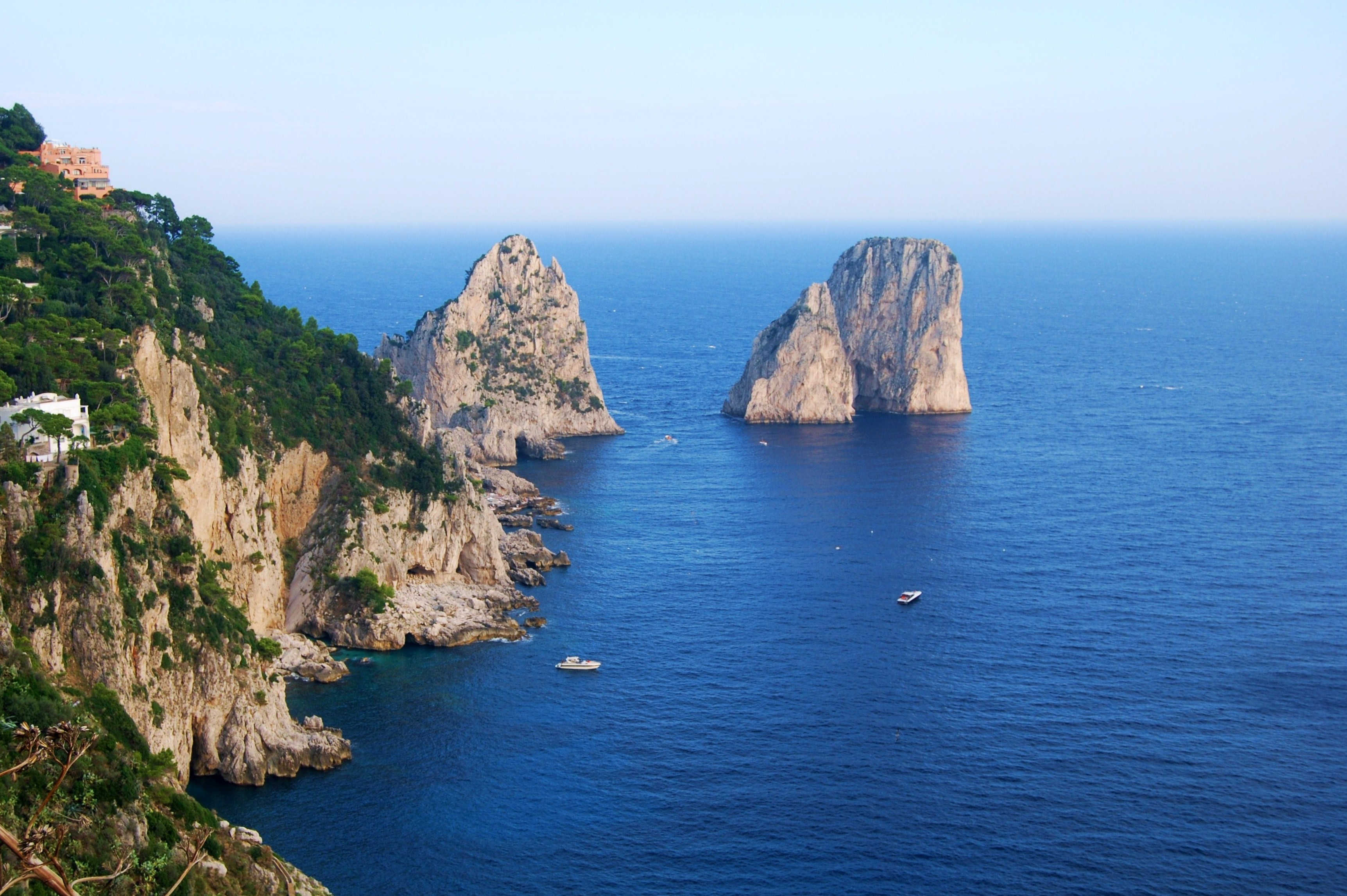
I Faraglioni di Capri, Golfo di Napoli

Lo sviluppo costiero della penisola italiana si estende lungo almeno 8000 km di rive, considerando le numerose isole. Spiagge e scogliere sono costellate di diversi impianti ricettivi, quali impianti balneari, alberghi e ristoranti, resort, centri di aggregazione notturna e diurna, parchi, moli e porticcioli, oltre che numerosi centri storici e artistici, che uniscono l'interesse per il l'attività balneare a quello per lo svago, la natura e l'arte.
Numerosi sono i tratti costieri famosi, anche all'estero.
Il turismo lacustre ha saputo imporsi negli ultimi anni anche grazie alla cassa di risonanza creata da alcune celebrità del jet set internazionale, molto note dal grande pubblico.

### Turismo invernale

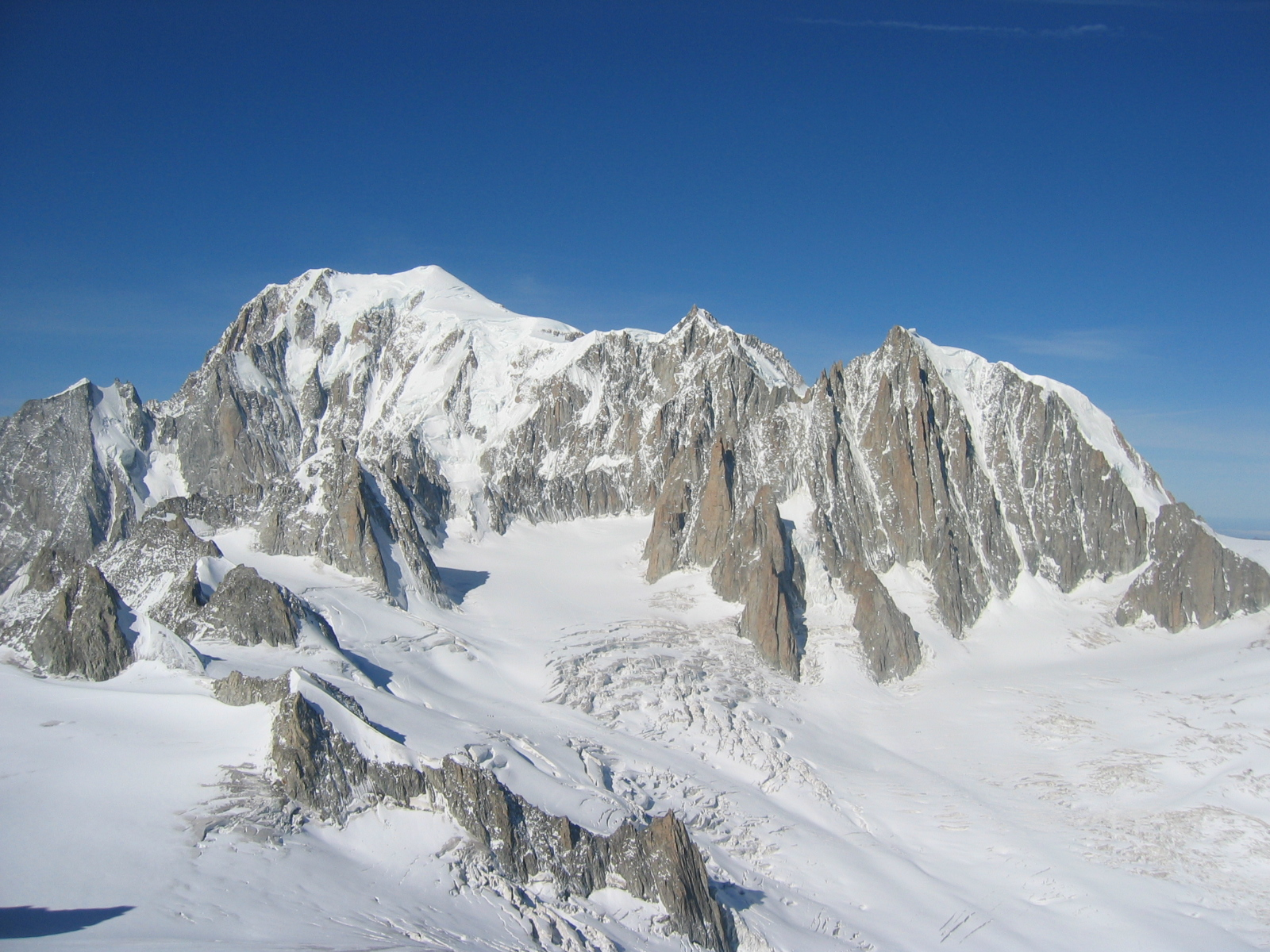
Monte Bianco, Valle D'Aosta

Nonostante un clima non particolarmente rigido rispetto ad altri paesi posti a latitudini più settentrionali, l'Italia riesce ad attirare turisti che praticano sport invernali grazie alla presenza di numerose catene montuose (la percentuale di territorio montagnoso si attesta al 35% circa). Tra queste spiccano le Alpi, la catena montuosa più alta d'Europa, e gli Appennini, dotati di numerosi impianti sportivi e ricettivi. Al Nord le località sciistiche più famose sono presso le Dolomiti e a Cortina d'Ampezzo, nonché in Valle d'Aosta, mentre al centro-sud l'Abruzzo è la regione montuosa con maggiori località sciistiche presso Roccaraso, Ovindoli, Pescasseroli e Campo Felice.

### Turismo religioso

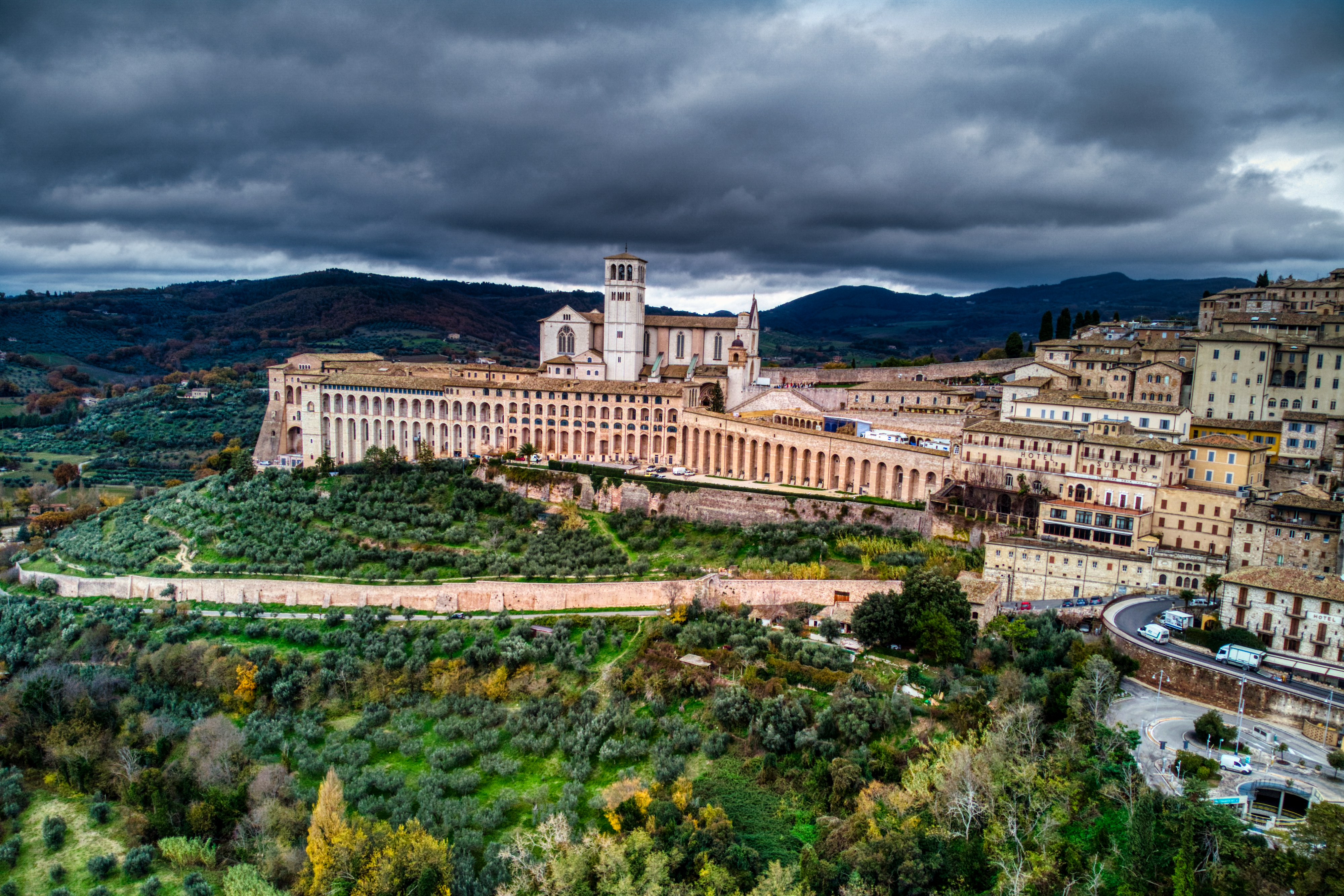
La Basilica di San Francesco ad Assisi

Numerose sono le mete di pellegrinaggio in Italia, prima tra tutte Roma, residenza del Papa (che ne è il vescovo) e sede della chiesa cattolica. La città è meta di pellegrinaggio soprattutto durante gli eventi principali della vita religiosa cattolica, in particolar modo durante i Giubilei. Nonostante la sua figura non sia riconosciuta ufficialmente dai fedeli di altre confessioni cristiane, la presenza del Papa a Roma attira (in misura minore) anche questi ultimi, trattandosi comunque di una figura importante all'interno del credo cristiano.
Oltre alla Santa Sede si annoverano numerosi luoghi di pellegrinaggio dati dalla presenza di reliquie e/o spoglie di personaggi importanti legati al Cristianesimo, piuttosto che dalla memoria di eventi accaduti che i fedeli ritengono miracolosi.

### Turismo naturalistico

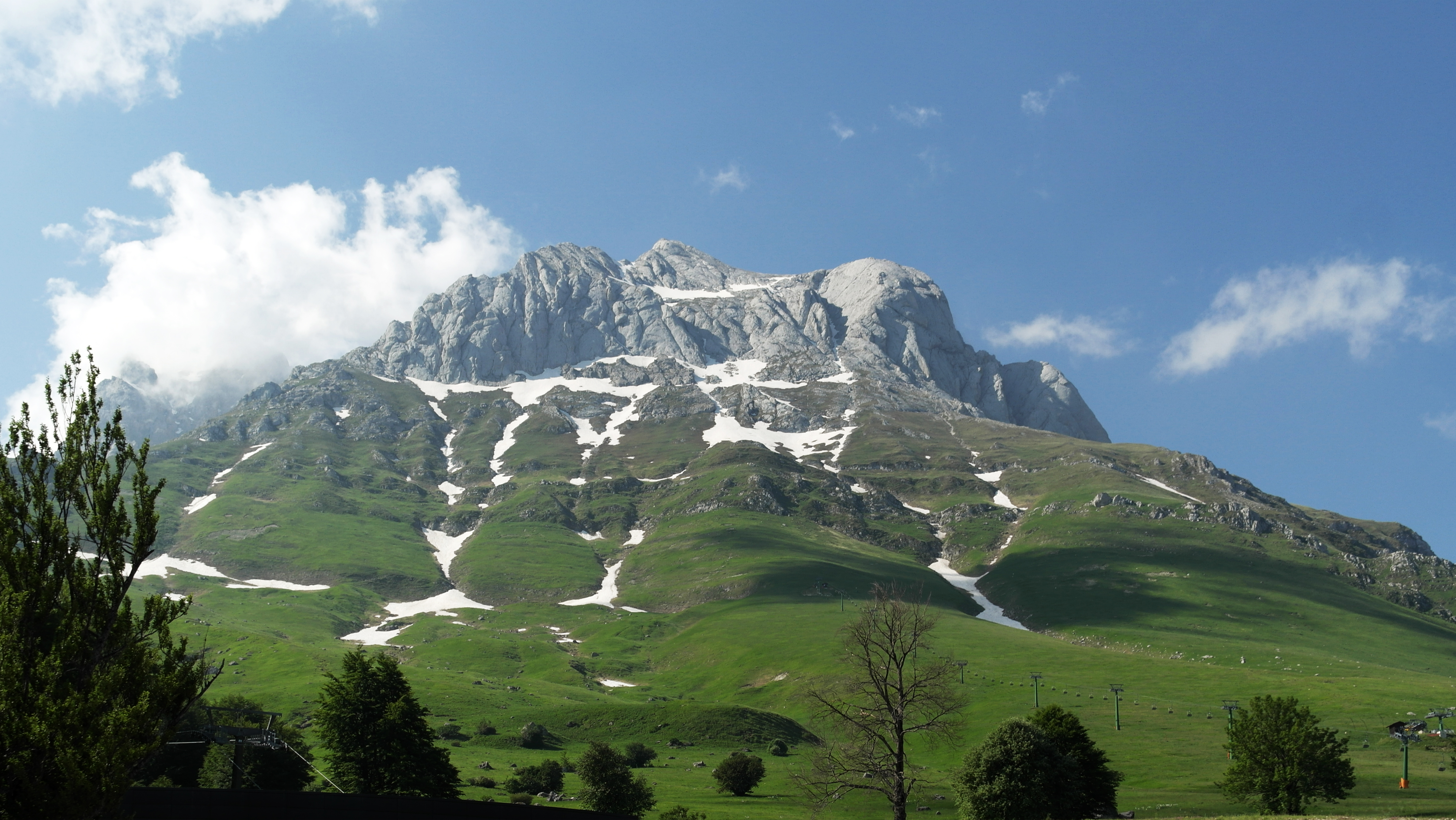
Parco nazionale del Gran Sasso e Monti della Laga

In Italia ci sono diverse aree protette di vario tipo: parchi naturali, montani o marini, parchi regionali o locali, riserve naturali, faunistiche o zoologiche.
Oltre a ciò sono presenti numerose bellezze naturali non necessariamente protette da parco.

### Turismo d'affari

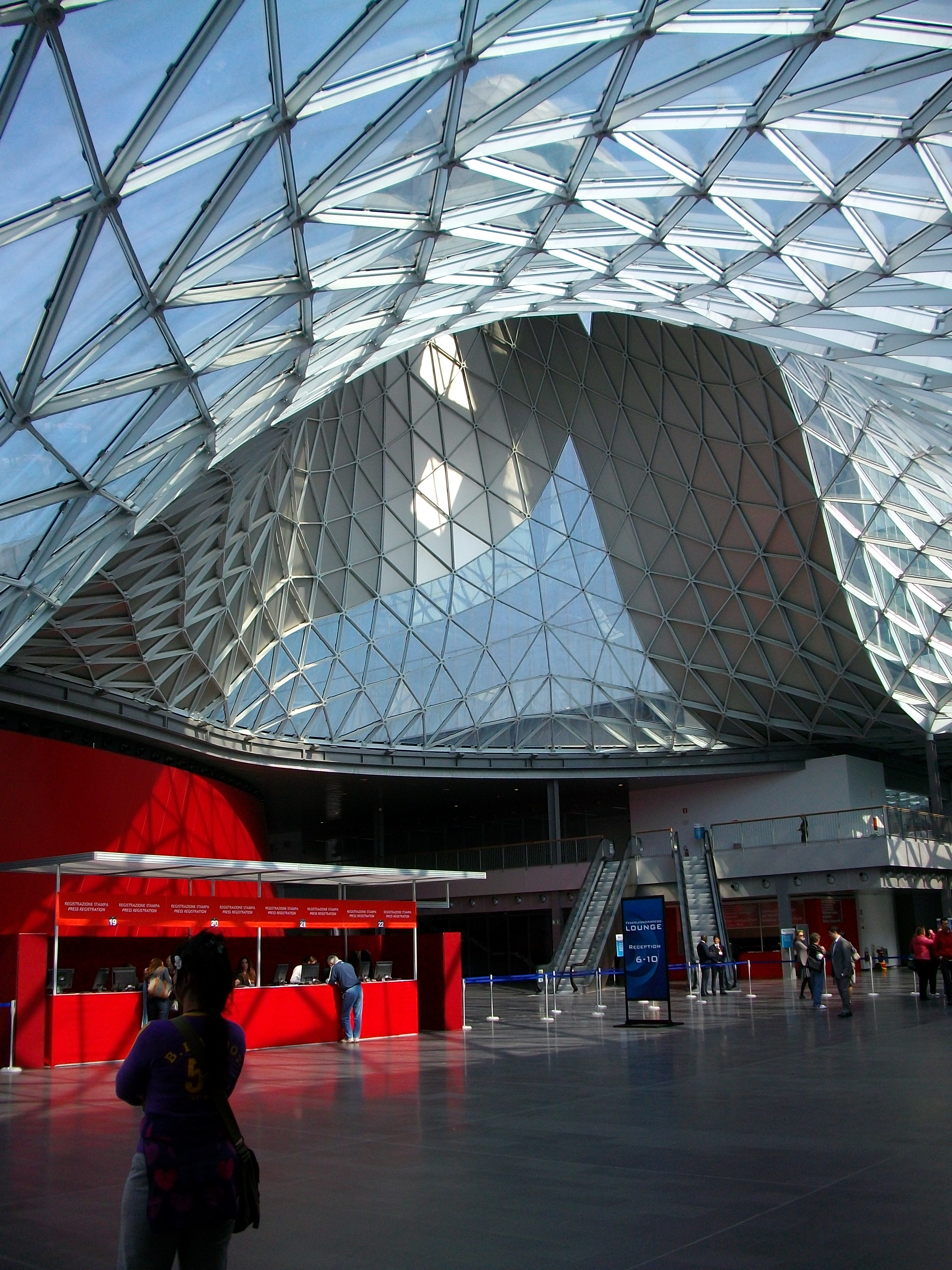
Fieramilano Rho

Sebbene in contrasto con la classica immagine del turismo da tempo libero, anche il turismo d'affari movimenta ingressi nel paese e costituisce parte fondamentale del settore. In questa tipologia rientrano coloro che usufruiscono delle strutture ricettive per viaggi di lavoro e/o per partecipare a eventi legati alla produzione e/o alla commercializzazione di diversi beni sviluppati nell'ambito dei settori economici più disparati. A titolo di esempio si riportano:
- l'EICMA, uno dei più importanti saloni al mondo dedicati ai motocicli, capace di attirare più di 550000 visitatori e 1400 espositori (edizione 2013)[25].
- la Mostra del cinema di Venezia, la più importante rassegna cinematografica italiana.
- la Festa del Cinema di Roma, festival di cinema internazionale.
- il Romics, importante salone del fumetto che si tiene alla Fiera di Roma.
- il Salone Internazionale del Mobile, vetrina della produzione nazionale di interni e arredamento.
- la Settimana della moda di Milano, che si tiene due volte l'anno.
- il Salone nautico di Genova, che si tiene tutti gli anni verso la fine di settembre.
- l'Euroflora, che si tiene a Genova ogni cinque anni ed è la più importante rassegna floreale d'Europa.
- il Salone del gusto di Torino, che si tiene ogni due anni.
- il Salone internazionale del libro di Torino.
- il Lucca Comics & Games. Si tiene ogni anno nel centro storico di Lucca (in un'area di 30000 m²) a cavallo tra ottobre e novembre ed è considerata, attraendo ogni anno più di 200000 visitatori, la più importante rassegna di fumetti, giochi (di ruolo, da tavolo, di carte), videogiochi e immaginario fantastico e fantascientifico in Europa e seconda nel mondo dopo il Comiket di Tokyo.

Il flusso derivato da questi eventi non è da sottovalutare, come dimostrano gli impatti negativi legati alla scomparsa di alcuni importanti eventi, quali:
- il Motor Show di Bologna, che fino all'edizione 2012 (l'ultima) è stato in grado di attirare 450000 visitatori.
- il Salone dell'automobile di Torino, chiuso con l'edizione del 2000.

### Turismo enogastronomico

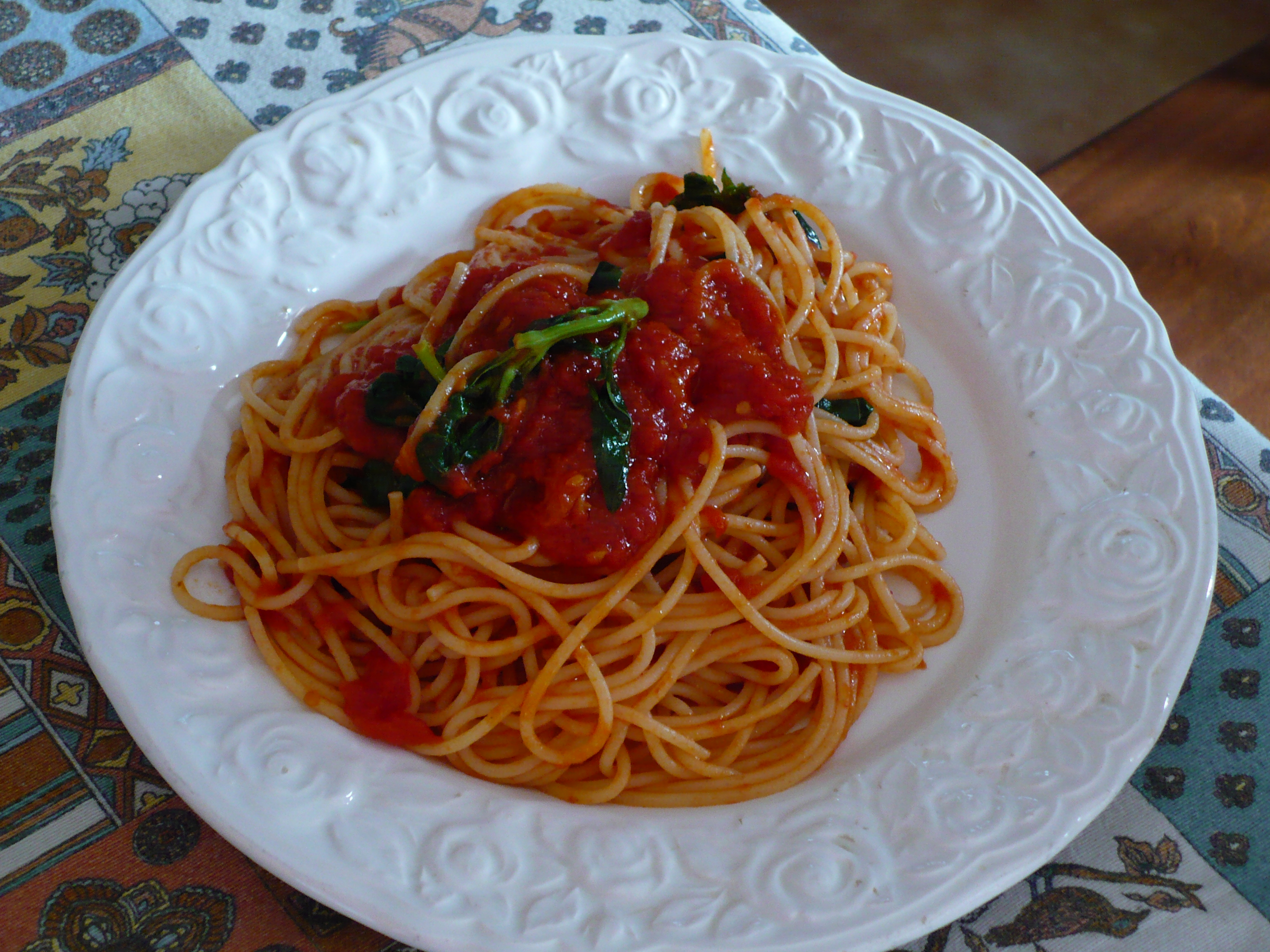
La tradizionale ricetta degli spaghetti al sugo di pomodoro e basilico

L'Italia è un paese particolarmente ricco di prodotti alimentari e di ricette gastronomiche, tanto che, accanto ai prodotti e alla cultura culinaria nazionale, si affiancano le numerosissime produzioni regionali, locali, tipiche di un'area circoscritta. A difesa della qualità e della varietà di questa ricchezza agroalimentare, l'industria del settore sfrutta spesso le normative europee e italiane proteggendo i propri beni tramite sigle quali DOC, DOCG o IGT. L'alta qualità e varietà dei prodotti alimentari e culinari è riconosciuta in molti paesi esteri, che importano, e in qualche caso imitano, i prodotti italiani.
Spesso la cucina è dunque motivo di turismo nella penisola, magari affiancato a uno o più motivi precedentemente descritti. Innumerevoli sono le sagre e le fiere agroalimentari diffuse sul territorio, dai piccoli centri agricoli alle grandi metropoli. Il settore ricettivo si sta pian piano aggiornando includendo nella propria offerta al turista anche elementi culturali enogastronomici, sia negli alberghi di tipo tradizionale, sia in strutture appistamente create come gli agriturismi.
Secondo la Coldiretti, nel 2018 la spesa enogastronomica da parte dei turisti stranieri ammonta a 9,23 miliardi di euro, con una spesa media di 117 euro a testa.

### Turismo sportivo
Non da ultimo è da citare il turismo legato alle manifestazioni sportive, capace di attirare gli appassionati di diverse discipline che, in diversi casi, decidono poi di rimanere in visita nel Belpaese per un certo numero di giorni.
Oltre a manifestazioni di carattere mondiale, capaci di attrarre un numero cospicuo di visitatori per un lasso di tempo più prolungato (per esempio le Olimpiadi invernali di Torino 2006 o i Mondiali di calcio Italia '90), anche eventi minori contribuiscono allo sviluppo di questo fattore di turismo, quali singole partite internazionali di vari sport (per esempio le partite casalinghe dell'Italia durante il Sei Nazioni o le partite dei club di vari sport impegnati in competizioni continentali) o tornei di importanza più locale.

### Patrimoni dell'Umanità UNESCO
L'Italia è il paese con la più alta concentrazione al mondo di beni che rientrano nel patrimonio dell'umanità tutelati dall'UNESCO.

Le ben 83 voci presenti nell'elenco UNESCO sono così suddivise:
- 60 siti fisicamente esistenti, riguardanti sia beni culturali, sia naturali, sia misti;
- 15 voci afferenti ai Patrimoni orali e immateriali dell'umanità;
- 8 beni iscritti nel Registro della Memoria del Mondo.

### I borghi più belli d'Italia

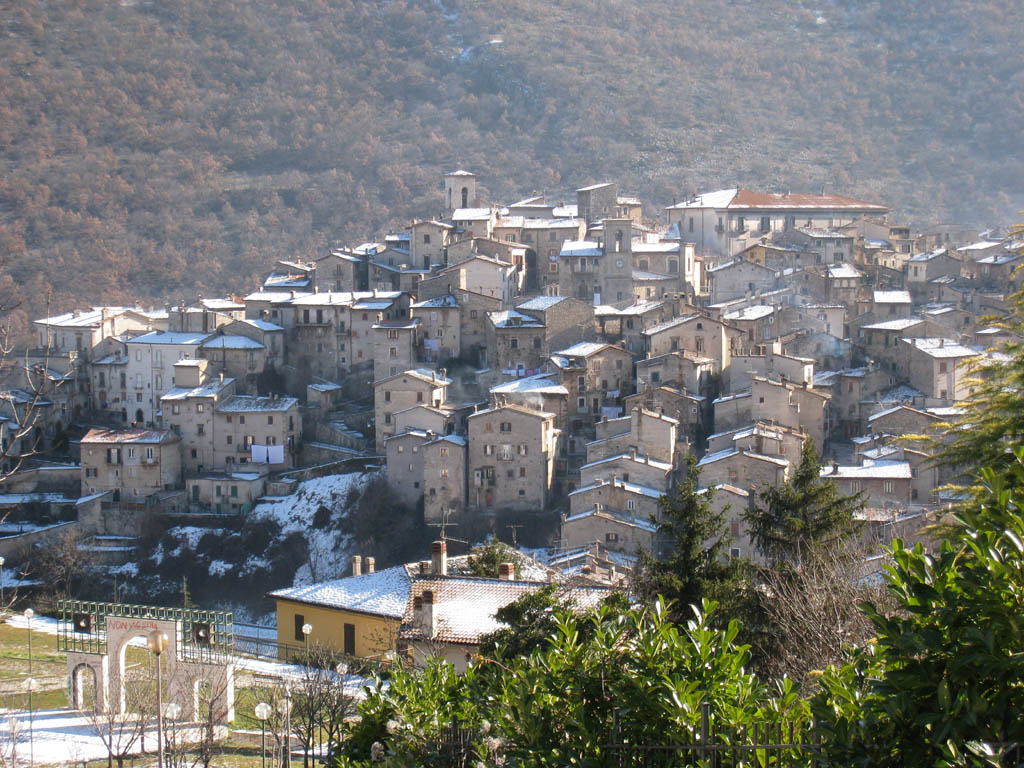
Borgo di Scanno, provincia dell'Aquila

L'associazione "I borghi più belli d'Italia" è operativa in tutte le regioni della penisola, ed è nata per favorire lo sviluppo artistico di particolari centri di piccola portata italiani. Al momento se ne contano oltre 200 e le regioni che possiedono più borghi inclusi nella lista sono l'Umbria, le Marche e l'Abruzzo.

## Legislazione italiana
La "legge quadro per il turismo e interventi per il potenziamento e la qualificazione dell'offerta turistica" (legge 17 maggio 1983 n. 217) ha rappresentato il primo punto fondamentale per il riconoscimento ufficiale del settore turistico in Italia.
Questa legge conteneva, infatti, per la prima volta una serie di norme generali, uguali in tutto il Paese, che costituivano l'ambito nel quale le Regioni avrebbero provveduto a regolamentare il turismo italiano.
Così, a seguito della legge-quadro, numerose sono state le Regioni che hanno adeguato la propria normativa locale alle disposizioni nazionali.
Nel 2001 sono state emanate la legge costituzionale del titolo V (legge costituzionale 18 ottobre 2001 n. 3) e la legge 29 marzo 2001 n. 135 di "riforma della legislazione nazionale del turismo" con relativa abrogazione della legge-quadro 217/1983 tramite decreto del 22 settembre 2002.
La nuova legge costituzionale risultava significativa perché modifica profondamente il titolo V della Costituzione, relativo agli enti territoriali, assegnando alle Regioni la piena autonomia legislativa ed amministrativa in ambito turistico (il quale non rientra nelle 17 materie espressamente riservate alla potestà esclusiva statale). Questa legge ha comportato una semplificazione e una regolamentazione sostanziale ed è stata importante in quanto introduceva gli ambiti di competenze, la regolamentazione delle imprese e delle professioni turistiche, la realizzazione della Conferenza nazionale del turismo, la promozione dei diritti del turista, la creazione dei Sistemi turistici locali, del Fondo di cofinanziamento dell'offerta turistica, le semplificazioni per il rilascio delle autorizzazioni alle strutture ricettive e l'istituzione del Fondo di rotazione per il prestito e il risparmio turistico. 
Tale legge è stata successivamente abrogata dalla attuale norma in vigore, il Decreto Legislativo 23 maggio 2011 n. 79: "Codice della normativa statale in tema di ordinamento e mercato del turismo".
Nel 2014 viene emanato il "Decreto Cultura" che introduce: l'ArtBonus, ovvero la deducibilità del 65% delle donazioni devolute per il restauro di beni culturali pubblici, Tax credit per il Cinema, per la digitalizzazione turistica e riqualificazione strutture ricettive, investimenti nei teatri pubblici e nelle fondazioni lirico-sinfoniche, misure apposite per Pompei e la Reggia di Caserta, il recupero delle periferie, lo snellimento delle procedure amministrative necessarie per la tutela ed il decoro dei complessi monumentali, maggiore facilità di accesso ai documenti e alla loro consultazione presso gli archivio di Stato, le foto libere nei musei, il riesame dei pareri delle soprintendenze, l'istituzione della Capitale italiana della Cultura e la trasformazione dell'Agenzia nazionale italiana del turismo in ente pubblico economico.
La legge di bilancio per il 2019 ha introdotto la possibilità di sostituire la tassa di soggiorno a carico dei soli turisti pernottanti nelle strutture ricettive, con una "tariffa di sbarco" anticipata dai vettori di trasporto (pullman, aerei, navi da crociera) che accedono al centro storico di Venezia che interesserebbe anche i flussi giornalieri di turisti. Un simile ticket di ingresso è previsto anche a tutela delle Isole Eolie e dell'Isola d'Elba.